# Vărădia, Caraș-Severin
Vărădia este satul de reședință al comunei cu același nume din județul Caraș-Severin, Banat, România.

## Istoric
Pe teritoriul satului se află vestigiile vechii cetăți Arcidava.